# 금관총
금관총(金冠塚)은 대한민국 경상북도 경주시 노서동에 소재한 고분이자 신라 왕족 혹은 귀족으로 추정되는 이사지왕의 무덤이다. 경주시 남방 평지에 거대한 봉토가 즐비하게 있는 사적 제39호 노서리 고분군 가운데 하나이다.
1921년에 발견되어 “금관”을 비롯하여 황금 귀고리·자루솥(鐎斗)·허리띠와 곡옥(曲玉)·유리잔·칠기 따위가 출토되었다. 금관총의 원형은 직경 50미터, 높이 13미터 정도로 고대 신라의 특유한 돌무지무덤으로 속에 목곽이 만들어졌고, 옻칠한 목관이 있었던 것으로 추측된다. 축조 연도는 500년 전후로 추정한다.
2013년 발견된 검에서 이사지왕이라는 글이 확인되었고, 또 2년 후인 2015년에는 금관총 재발굴에서 '이사지왕도' 라고 새겨진 칼집부속구가 추가로 더 확인되었다. 이 인명의 발견으로 금관총의 주인은 이사지왕으로 밝혀졌다.
금관총은 봉분의 규모로 볼 때 대형분 30여 개 중 중간 정도 크기에 해당되므로 왕릉보다는 125호분의 배총(陪塚)일 가능성이 크다는 견해가 비교적 유력한 편이며, 125호분은 학계에서 자비 마림간릉으로 비정하는 견해가 다수설이기 때문에 금관총의 주인은 자비 마립간과 가까운 혈족일 가능성이 있다.(김용성, 박광렬, 박천수, 심현철, 김재홍 등)
현대식 전시 공간은 2023년 3월 완전 개방되었다.

## 역사

### 발굴

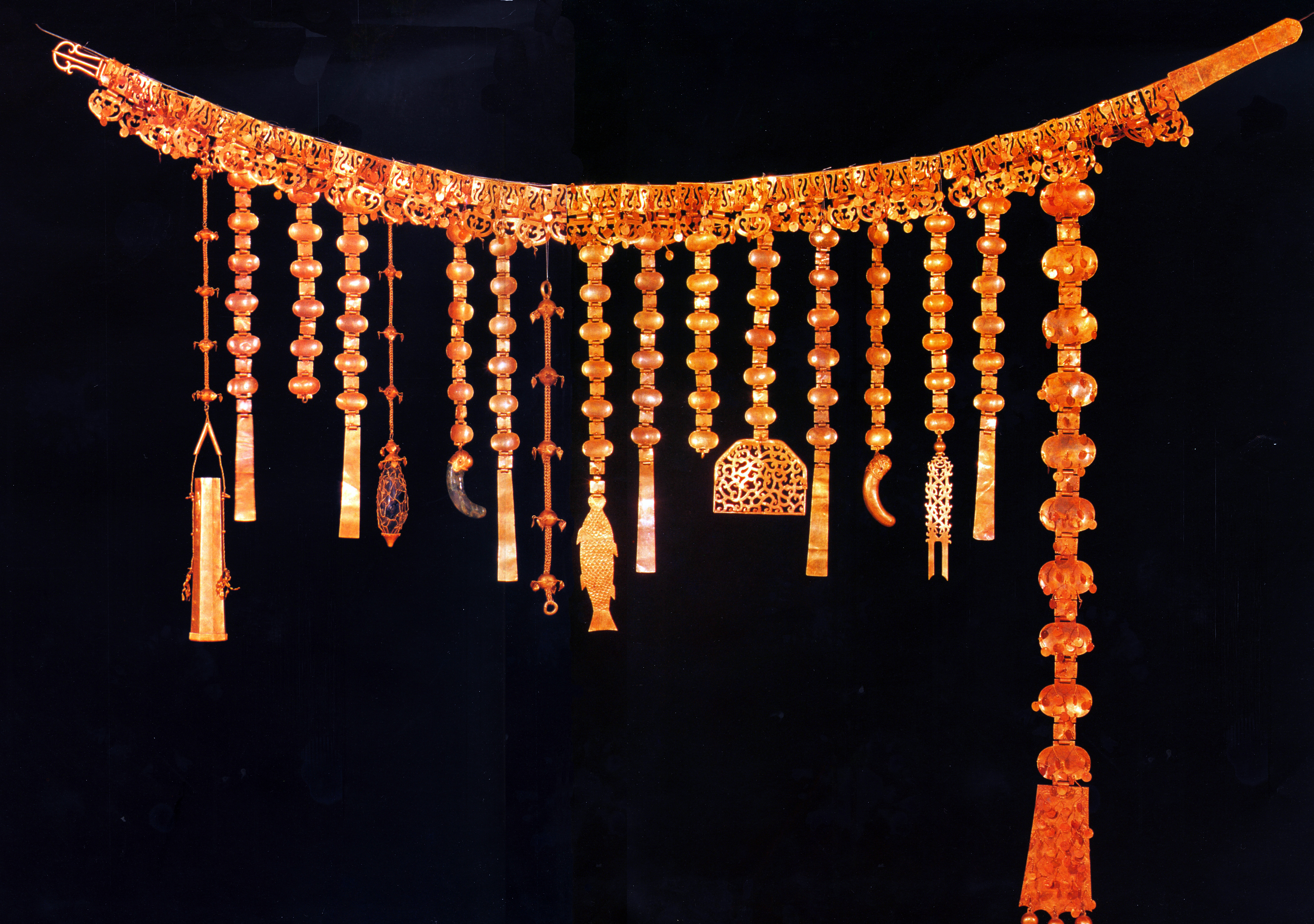
금관총 금제 허리띠

1921년 9월 어느 날 경주의 중심가였던 노서동에서 집을 짓고 있었다. 집주인은 집터의 낮은 곳을 고르기 위해 주변 언덕에서 흙을 파내어 썼다. 그런데 이 흙 속에서 아이들이 구슬들을 발견하여 가지고 놀았다. 일경日警이 이를 우연히 보았고 흙을 파냈던 언덕에서 유물들이 드러난 것을 확인했다. 그 언덕은 바로 무덤이었다.
무덤을 조사한 결과, 뜻밖에도 금관을 비롯한 많은 유물들이 수습되었다. 신라 금관이 처음으로 출토되어 '금관총金冠塚'이라고 명명하였 다. 묻힌 이는 머리에 금관을 쓰고, 금귀걸이, 목걸이, 금제허리띠, 금팔찌, 금반지 등을 차고 있었다. 머리 위쪽의 부장궤 속에는 여러 그릇, 장식품, 맞갖춤, 무기 등 많은 보물들을 넣었다.
금관총 출토품은 연구 등을 위해 서울의 조선총독부박물관으로 옮겨졌으나, 1923년 경주에 금관 등을 보관하고 전시하는 '금관고'라는 건물을 짓게 됨에 따라 경주박물관으로 돌아왔다.

### 재조사

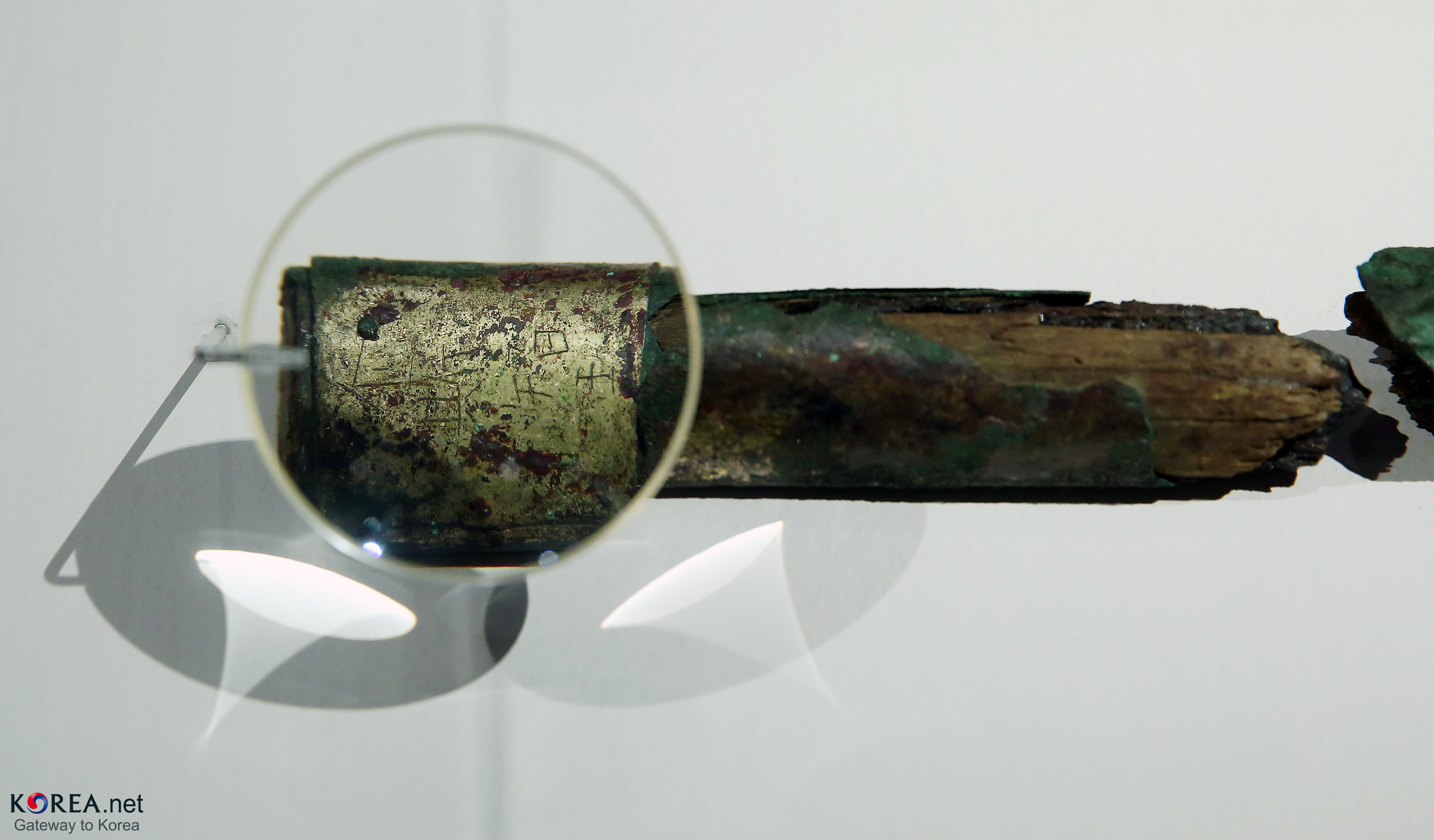
환도 칼집에서 발견된 '이사지왕'의 글씨

금관총의 발굴은 유구와 유물의 정리등록이나 최종보고서도 작성되지 않고, 4일 만에 완료된 졸속발굴로 평가된다. 이에 2010년대 들어 금관총 출토 유물을 인수한 국립중앙박물관에서 '일제수집유물 복원사업'의 일환으로서 기존 유물의 조사에 나섰다. 이 과정에서 2013년 수장자의 허리 부위에 차였던 환두대도를 보존처리한 결과 칼집 금속부에 '이사지왕'이라는 명문이 발견되었으며, 2015년 현장 재조사에서도 '이사지왕'이란 명문이 새겨진 칼집이 출토되었다.
2018년 금관총의 축조 과정과 구조, 규모 등을 후대에도 알리기 위해 금관총 보호시설 건립을 결정하였으며, 천마총처럼 무덤 내부를 관람할 수 있도록 보존전시공간인 ‘금관총’과 역사문화 공간인 ‘신라고분정보센터’를 개관하였다.

## 관련 문화유산
- 금관총 금관 및 금제 관식(金冠塚 金冠 및 金製冠飾) - 국보 제87호
- 금관총 금제 허리띠(金冠塚 金製銙帶) - 국보 제 88호

## 같이 보기
- 경주 노서리 고분군